# 小行星11256
小行星11256（11256 Fuglesang）是一颗绕太阳运转的小行星，为主小行星带小行星。该小行星于1978年9月发现。

## 轨道参数
小行星11256的轨道半长轴为358 753 561 km（2.3980853 UA），离心率为0.179。